# Санда (град)
Вижте пояснителната страница за други значения на Санда.
Санда (на японски: 三田) е град в югозападната част на префектура Хього, намиращ се на около 25 км североизточно от Кобе и на около 35 км северозападно от Осака.

## История
Намерените каменни сечива в района Мизогучи свидетелстват, че земите на днешна област Санда са били обитавани още преди 25 000 години. През периода Нара района на сегашния град става част от васалния имот на един от най-старите шинтоистки храмове – Омива и се нарича минор Мацуяма по името на първия му управител. През 668 година е създаден храма Коншин-джи, а в близост до него в поречието на река Мукогава се разраства селище. Района около храма започва да се нарича Санда, каквото е името на града и до днес. Според надписите, останали в храма Коншин-джи, името Санда (в директен превод – три полета) произлиза от Санбукуден, което в будистката религия символизира три полета на благоденствието – Кейден, Хиден и Онден.
По време на периода Муромачи през 1381 г. е изграден замъка Санда-джо, а селището се превръща в основен център на област Арима в древната провинция Сецу. През 1582 година по заповед на Нобунага Ода е създаден хан Санда с годишен доход от 23 000 коку, а замъка Санда-джо се разраства в крепостен град (джокамачи).
След разпадането на хановата система в началото на периода Едо, Санда е включен в новосъздадената префектура Хього. През 1899 година е изградена железопътната линия Фукучияма, която свързва Санда с Осака, а през 1928 година е завършена железопътна линия, свързваща Санда с Кобе. През 1956 година в едно се обединяват поселищата Санда, Мива, Хироно, Оно и Такахира, а след присъединяването към тях на Аино на 1 юли 1958 година официално се създава сегашния град Санда.
Първоначално населението наброява 32 673 души и до средата на 80-те не отчита голям прираст. В началото на 90-те, с развитието на района Хокусецу Санда Нютаун, населението започва бързо да нараства и през 1985 достига 40 000 души, през 1990 - 60 000, през 1993 - 80 000, а през 1996 населението минава 100 000 души. По такъв начин в продължение на десет години град Санда заема първо място по прираст на градско население в цяла Япония.

## Побратимени градове
- окръг Кититас, щат Вашингтон (САЩ)
- Блу Маунтийнс, Нов Южен Уелс (Австралия)
- Джеджу, Южна Корея